# Schottlandkreuzschnabel
Der Schottlandkreuzschnabel (Loxia scotica) ist ein großer Finkenvogel (Familie Fringillidae). Die Art ist in ihrer Verbreitung auf die schottischen Vorkommen des Caledonian Forest, einer Form des Borealen Nadelwalds, beschränkt. Der Art-Status wurde dem Schottlandkreuzschnabel erst im August 2006 zuerkannt.

## Geschichte
Die British Ornithologists’ Union klassifizierte den Schottlandkreuzschnabel bereits 1980 als eine eigenständige Art. Diese Einordnung wurde von einer Reihe von Ornithologen und der Royal Society for the Protection of Birds (RSPB) angezweifelt, die ihn weiterhin als geografische Rasse des Fichtenkreuzschnabels oder Kiefernkreuzschnabels betrachtete. Bei den jüngsten von Experten der RSPB durchgeführten Untersuchungen erwies sich jedoch, dass sich der Schottlandkreuzschnabel von diesen Arten durch eine abweichende Stimme unterscheidet. Der Schottlandkreuzschnabel gilt als die einzige Vogelart, die für die Britischen Inseln endemisch ist. 

## Erscheinungsbild
Der Schottlandkreuzschnabel ist ein großer, kräftig gebauter Finkenvogel. Ober- und Unterseite ausgefärbter Männchen sind ziegelrot, die Flügel und der typisch gekerbte Finkenschwanz sind braun. Der Steiß und die Unterschwanzdecken sind auf weißlichem Grund braun gestrichelt. Die Ohrdecken sind angedeutet bräunlich geflockt. Die Weibchen sind auf Ober- und Unterseite auf grünlichbraunem oder olivem Grund unauffällig bräunlich gemustert. Die Flügel und der Schwanz sind matt dunkelbraun.
In der Gefiederfärbung ist der Schottische Kreuzschnabel nur bei direktem Vergleich vom Fichten- oder Kiefernkreuzschnabel zu unterscheiden. Auffälligstes Unterscheidungsmerkmal ist der Schnabel: Er ist nicht so hochrückig und klobig wie beim Kiefernkreuzschnabel, aber bedeutend mächtiger als beim Fichtenkreuzschnabel.
Auch in einigen akustischen Äußerungen unterscheidet er sich von diesen Arten: Der Ruf der Tiere ist ein metallisches jip, härter und heller als die vergleichbaren Rufe der beiden anderen Arten.

## Lebensraum, Lebensweise und Fortpflanzung
Die Population des Schottlandkreuzschnabel umfasst etwa 1000 Brutpaare. Schottlandkreuzschnäbel brüten überwiegend in Waldkiefer-Beständen. Brutvögel finden sich jedoch auch in Lärchenanpflanzungen (Larix decidua und Larix kaempferi) sowie in der Küsten-Kiefer (Pinus contorta). Das Gelege umfasst normalerweise zwei bis fünf Eier. Der Schottlandkreuzschnabel ist nach den bisherigen Erkenntnissen ein Standvogel. Außerhalb der Fortpflanzungszeit bildet er lockere Schwärme und vergesellschaftet sich in dieser Zeit auch mit anderen Kreuzschnabel-Arten. 